# Iwona Jasser

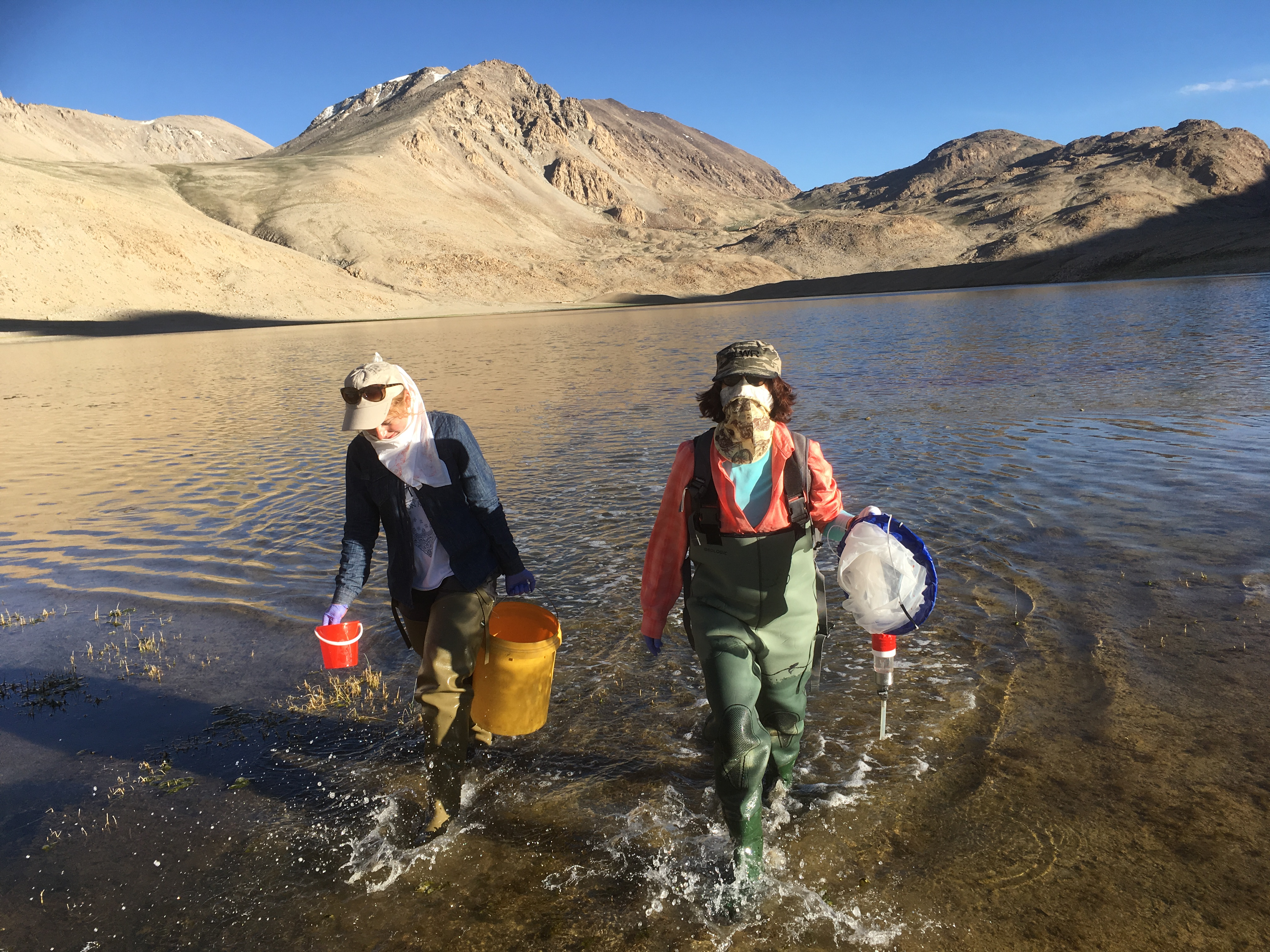
Iwona Jasser i Natalija Khomutovska pobierają próby wody z jeziora Chukur-Kul

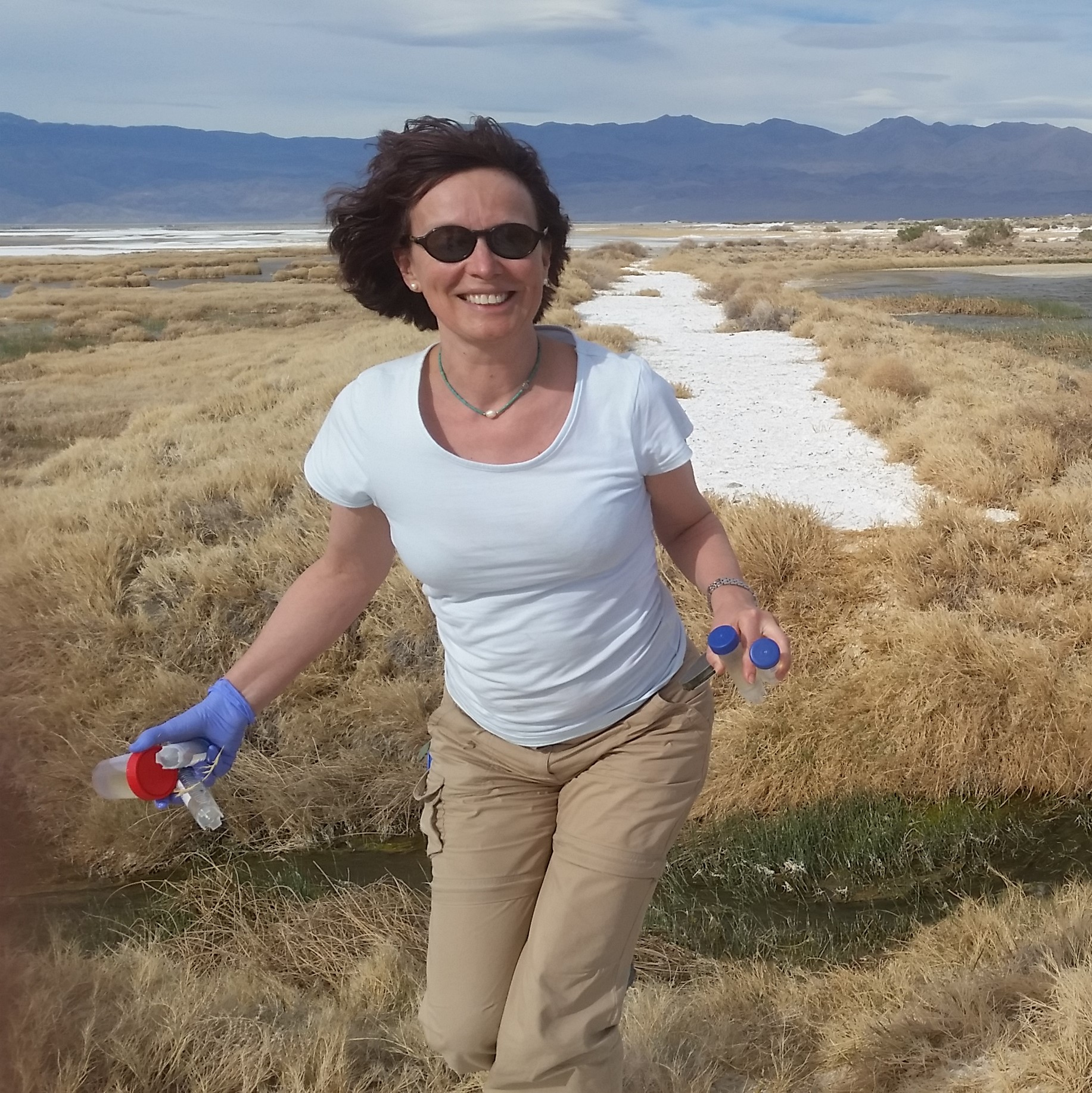
Iwona Jasser pobiera próbki wody z Owens Lake w Kalifornii

Iwona Dorota Jasser (ur. 7 sierpnia 1965 w Warszawie) – polska mikrobiolożka środowiskowa. Adiunkt na Wydziale Biologii Uniwersytetu Warszawskiego.
Jej zainteresowania badawcze obejmują przede wszystkim ekofizjologię sinic. Zajmuje się czynnikami warunkującymi występowanie zakwitów wód jeziornych, w szczególności warunkami troficznymi. Ponadto bada różnorodność biologiczną pikoplanktonu i rolę drobnych sinic (pikocyjanobakterii) w sieci troficznej. W badaniach wykorzystuje metody biologii molekularnej.

## Kariera naukowa
Absolwentka Wydziału Biologii Uniwersytetu Warszawskiego, gdzie w Zakładzie Hydrobiologii  w 1991 roku napisała pracę magisterską „Zależności pomiędzy fitoplanktonem a makrofitami”. W latach 1991–2002 pracowała w Zakładzie Hydrobiologii Instytutu Ekologii PAN w Dziekanowie Leśnym, gdzie w 1999 roku obroniła napisaną pod kierunkiem Anny Hillbricht-Ilkowskiej pracę doktorską „Zmiany struktury i funkcji pikoplanktonu w jeziorach różnej trofii”. W trakcie przygotowywania doktoratu przebywała na stypendium w Instytucie Hydrobiologii w Pallanzie (część Istituto per lo studio degli ecosistemi, 1994). Pod koniec pracy w IE PAN (1998–2000) prowadziła badania na Stacji Biologicznej w Lammi Uniwersytetu Helsińskiego. Instytut następnie przekształcił się w Centrum Badań Ekologicznych PAN, w którym pracowała do roku 2004.
Następnie została adiunktką na Wydziale Biologii UW w Zakładzie Ekologii Mikroorganizmów (początkowo w strukturach Instytutu Mikrobiologii UW, następnie Instytutu Botaniki UW, którego została zastępczynią dyrektora). Na wydziale tym uzyskała w 2014 roku stopień naukowy doktora habilitowanego za pracę „Ekofizjologiczna i genetyczna różnorodność pikocyjanobakterii w wodach słodkich”. Praca ta składała się z serii publikacji naukowych. Jest członkinią zespołu badawczego Laboratorium Ochrony i Rekultywacji Wód działającego w ramach Centrum Nauk Biologiczno-Chemicznych Uniwersytetu Warszawskiego.

## Członkostwo
Członkini Polskiego Towarzystwa Hydrobiologicznego. W latach 2005–2016 była przewodniczącą jego warszawskiego oddziału. Przez kilka lat była członkinią zarządu głównego towarzystwa, a w 2015 roku została jego prezeską, jako pierwsza kobieta w historii.

## Projekty badawcze
Wykonawczyni kilku projektów badawczych, w tym promotorskiego finansowanego przez Komitet Badań Naukowych „Występowanie i struktura pikoplanktonu autotroficznego (APP) w jeziorach o różnym statusie troficznym” (1994). Kierowniczka następujących projektów:
- Factors Controlling APP Growth in Boreal Lakes (Pääjärvi, Ormajärvi, Jylisjärvi i Valkea Kotinen, Finlandia)
- Rola mikrobiologicznej sieci troficznej w krążeniu węgla w jeziorach humusowych: udział autotroficznego (APP) i heterotroficznego pikoplankton (bakterie) w produkcji i konsumpcji mikrobiologicznej (KBN, 2003–2006)
- Izolacja i badanie właściwości ekofizjologicznych oraz molekularna analiza różnorodności biologicznej cyjanobakterii pikoplanktonowych z wybranych jezior systemu Wielkich Jezior Mazurskich (MNiSW, 2006–2008)
- Potencjalna i realizowana toksyczność cyjanobakterii w wodach Wielkich Jezior Mazurskich na podstawie analizy genów markerowych, stężenia toksyn i analiz środowiskowych (NCN, 2011–2014).

## Wybrane publikacje
Autorka lub współautorka kilkudziesięciu publikacji naukowych z zakresu hydrobiologii. Niżej przedstawiono niektóre z nich.
- Iwona Jasser. Pikoplankton, najdrobniejszy składnik fitoplanktonu: występowanie, struktura i funkcja (Picoplankton, the smallest component of phytoplankton: occurrence, structure and function). „Wiadomości Ekologiczne”. 39, s. 3-19, 1993.
- Anna Hillbricht-Ilkowska, Iwona Jasser, Bogusław Zdanowski: Przeszłość, teraźniejszość i przyszłość ekosystemów wodnych Wielkich Jezior Mazurskich – spojrzenie ekologiczne, perspektywy ochrony. W: Ochrona i Rekultywacja Wód Wielkich Jezior Mazurskich Narzędziem Rozwoju Naukowego, Gospodarczego, Społecznego i Kulturowego Regionu. Iwona Jasser, Stanisław Robak, Bogusław Zdanowski (red.). Olsztyn: Wydawnictwo IRŚ, 2008, s. 8-19. ISBN 978-83-60111-22-2.

Cykl „Ekofizjologiczna i genetyczna różnorodność pikocyjanobakterii w wodach słodkich”

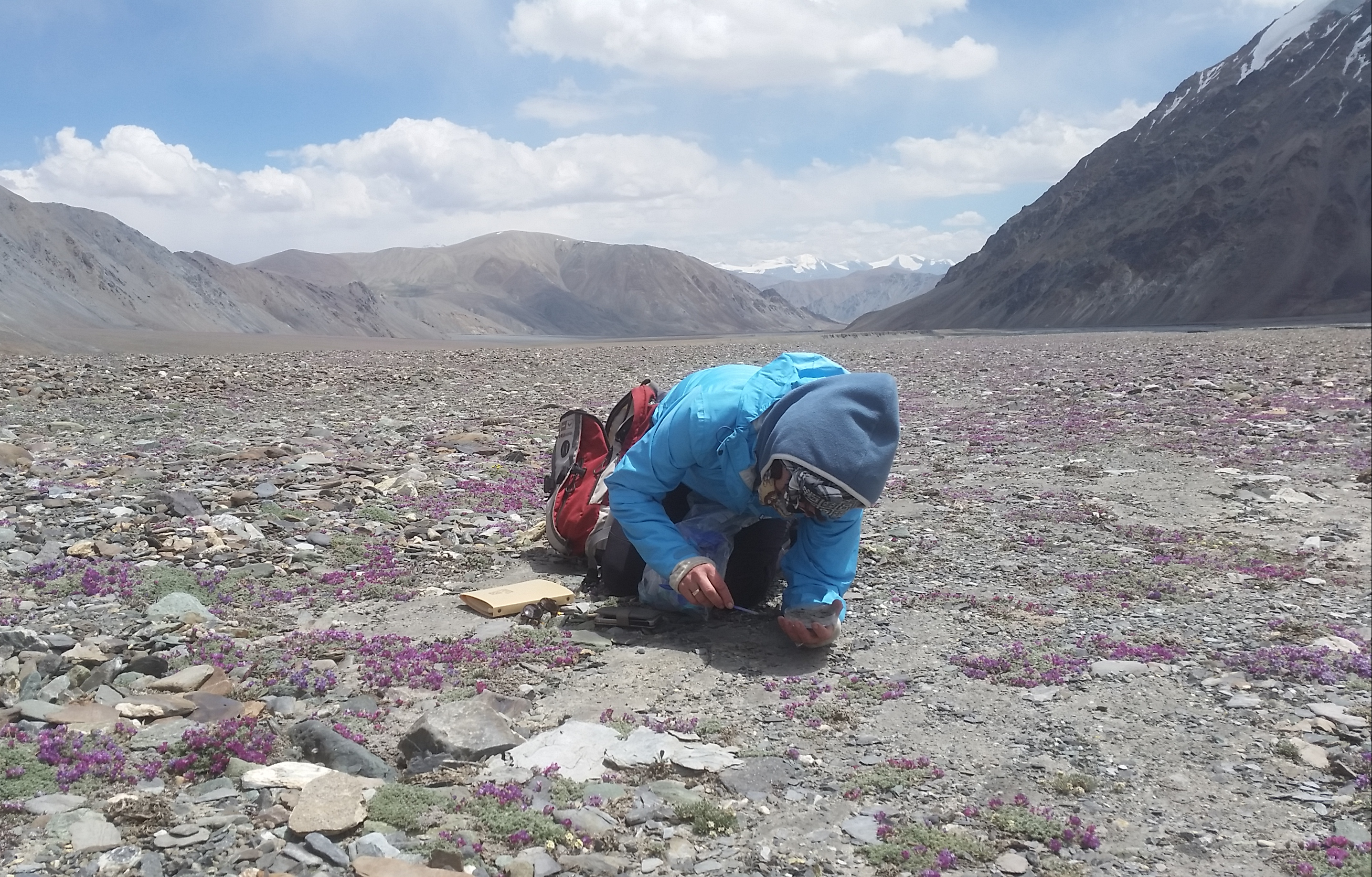
Iwona Jasser pobiera próby sinic w górach Pamiru Wschodniego

Publikacje, które były podstawą przyznania jej habilitacji:
- Iwona Jasser, L. Arvola. Potential effects of abiotic factors on the abundance of autotrophic picoplankton in four boreal lakes. „Journal of Plankton Research”. 25 (8), s. 873-888, 2003. DOI: 10.1093/plankt/25.8.873. (ang.).
- Iwona Jasser, Anna Karnkowska-Ishikawa, Adriana Królicka, E. Kozłowska, M. Łukomska-Kowalczyk. Composition of picocyanobacteria community in The Great Mazurian Lakes: isolation of phycoerythrin-rich and phycocyanin-rich ecotypes from the system – comparison of two methods. „Polish Journal of Microbiology”. 59 (1), s. 21-31, 2010. PMID: 20568526. (ang.).
- Iwona Jasser, Anna Karnkowska-Ishikawa, Adriana Królicka. A novel phylogenetic clade of picocyanobacteria from the Mazurian lakes (Poland) reflects the early ontogeny of glacial lakes. „FEMS Microbiology Ecology”. 75 (1), s. 89-98, 2011. PMID: 21062328. (ang.).
- Iwona Jasser, Anna Karnkowska-Ishikawa, Ryszard J. Chróst. Do acid-tolerant picocyanobacteria exisit? Isolation of picocyanobacteria from low-pH humic lakes. „Hydrobiologia”. 707 (1), s. 209-218, 2013. DOI: 10.1007/s10750-012-1428-y. (ang.).
- Iwona Jasser, Adriana Królicka, Katarzyna Jakubiec, Ryszard J. Chróst. Seasonal and spatial diversity of picocyanobacteria community in the Great Mazurian Lake system derived from DGGE analyses of 16S rDNA and cpcBA-IGS markers. „Journal of Microbiology and Biotechnology”. 23 (6), s. 739-749, 2013. DOI: 10.4014/jmb.1208.08002. (ang.).

## Życie prywatne
Żona Adama Jassera, dziennikarza i wyższego urzędnika państwowego.